# François Oudot
Pour les articles homonymes, voir Oudot.
François Oudot, député en 1789,,, né le 12 septembre 1740 à Savigny-en-Revermont (Saône-et-Loire) et mort le 27 avril 1798  à Savigny-en-Revermont (Saône et Loire), était le curé de ce village quand il fut élu, le 1er avril 1789, député du clergé aux États généraux par le bailliage de Chalon-sur-Saône.
Un cahier de doléances de la paroisse de Savigny-en-Revermont a été rédigé le 14 mars 1789 portant de nombreuses signatures des habitants de cette paroisse ainsi que leurs doléances (archives départementales de Saône et Loire - cote 3 B 387)
Il vota pour la vérification en commun des pouvoirs, fut des premiers de son ordre à se réunir aux députés du tiers état, parla sur l’éligibilité des vicaires à l'épiscopat, prêta le serment ecclésiastique le 27 décembre 1790, et fut secrétaire de l'Assemblée (2 janvier 1791). Conseiller général de Saône-et-Loire en 1792 et 1793, il fut emprisonné quelque temps à Louhans le 2 novembre 1793 comme contre-révolutionnaire (loi des suspects) sous la Terreur, et ne fit plus partie d'assemblées politiques. Un document aux archives nationales intitulé : Demande de radiation de la liste des émigrés à la cote F/7/5600 n'est consultable que sur place. Une pétition des habitants de Savigny-en-Revermont avait permis sa libération le 12 vendémiaire an III (3 octobre 1794).

## Biographie
François Oudot a fait ses études au collège des Joséphistes de Louhans. D'esprit libéral, partisan des idées nouvelles et des principes révolutionnaires, il fut élu le 1er avril 1789 député de bailliage de Chalon-sur-Saône par 194 suffrages sur 250 électeurs (200 curés et 50 chanoines) contre son évêque, Jean-Baptiste du Chilleau, qui n'obtint que 89 voix.
Le 28 brumaire an III (18 novembre 1794), François Oudot est admis par acclamation comme membre de la Société Populaire de Louhans.
Il existe deux portraits de François Oudot réalisés par Olivier Perrin : l'un trouvé sur le site de l'Assemblée nationale, l'autre trouvé à la BNF,,.

### Principales dates
- Début août 1788 : Il lit au prône l'ordonnance de Louis XVI convoquant les États généraux pour le 1er mai 1789.
- 19 juin 1789 : Il rejoint les députés du Tiers état.
- 20 janvier 1790 : Il prend part à la discussion sur l'établissement du Chef Lieu du Département.
- 2 janvier 1791 : Il est député de l'Assemblée Nationale. Son mandat prend fin avec la Constituante.
- 13 novembre 1792 - 11 novembre 1793 : Il est conseiller général de Saône-et-Loire.
- Novembre 1793 : Il est emprisonné à Louhans comme suspect d'incivisme.
- 1795 : Il reprend ses fonctions à la cure de Savigny-en-Revermont.

## Hommages
Sous la présidence de Jean Desplace (1929-2012),, président du Comité du Bicentenaire de la Révolution de Savigny-en-Revermont et ancien maire de Savigny-en-Revermont (1977-1989), une exposition philatélique préparée par Georges Perret, receveur de  la Poste, avec le concours des membres de l'association du Comité du Bicentenaire, en hommage au Curé Oudot fut organisée le 2 avril 1989 pour marquer le bicentenaire de l'ouverture des États Généraux.
Le 11 juin 1989, une « fête patriotique » anima le village en souvenir de François Oudot[réf. nécessaire].

## Galerie

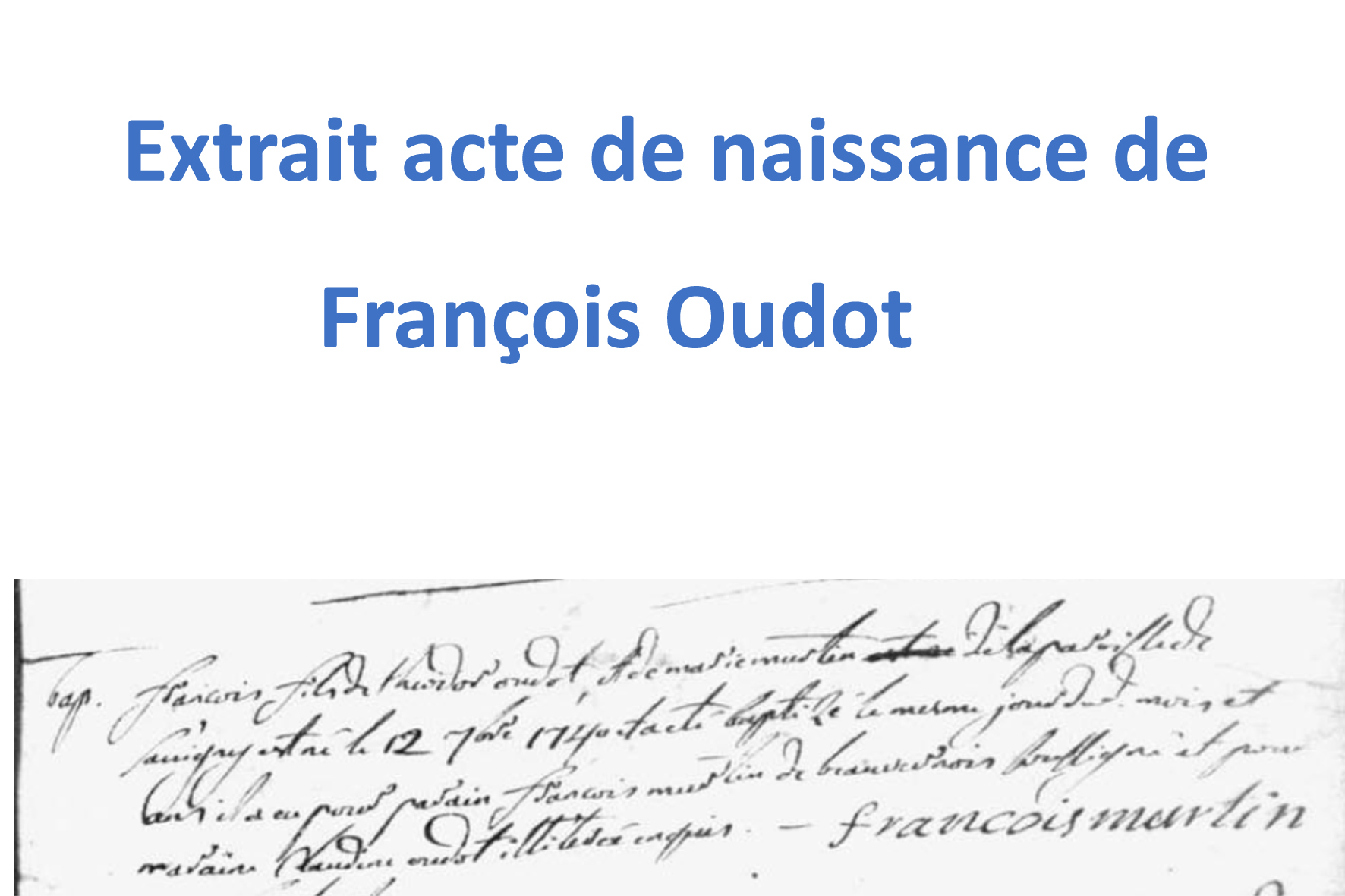
Acte de naissance de François Oudot. Registre paroissial de Savigny-en-Revermont- Archives départementales de Saône et Loire.
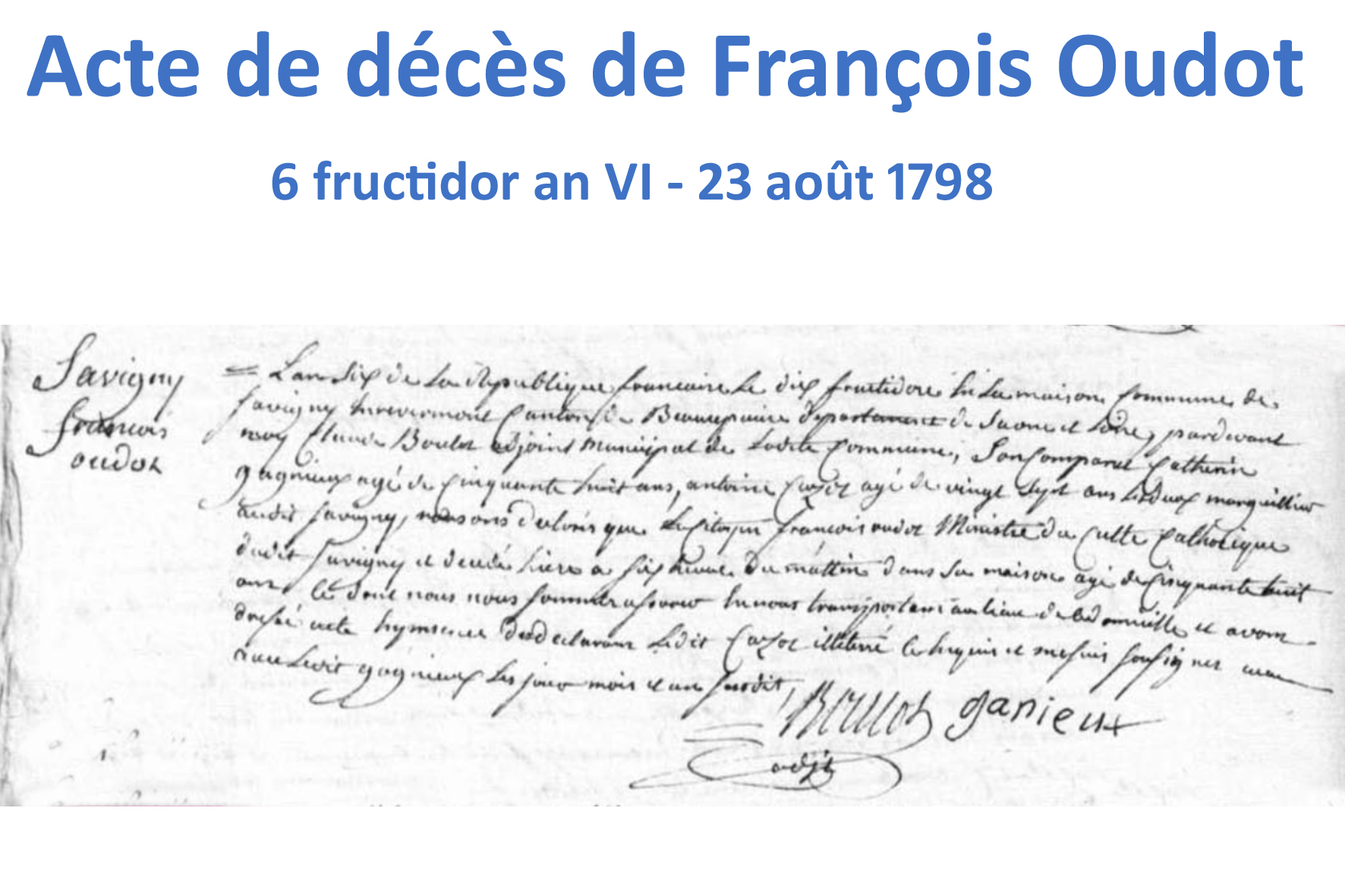
Acte de décès de François Oudot - Registre paroissial de la commune de Savigny-en-Revermont.  Archives départementales de Saône et Loire.

## Sources
- « François Oudot », dans Adolphe Robert et Gaston Cougny, Dictionnaire des parlementaires français, Edgar Bourloton, 1889-1891 [détail de l’édition]